# Distichostemon
Distichostemon é um género botânico pertencente à família Sapindaceae.